# 克里什喬爾鄉
46°07′N 22°52′E / 46.117°N 22.867°E
克里什喬爾鄉（羅馬尼亞語：Comuna Crișcior, Hunedoara），是羅馬尼亞的鄉份，位於該國西部，由胡內多阿拉縣負責管轄，面積40平方公里，海拔高度294米，2007年人口4,189，人口密度每平方公里104人。